# Dactylodeictes brevifacies
Dactylodeictes brevifacies är en tvåvingeart som beskrevs av James 1974. Dactylodeictes brevifacies ingår i släktet Dactylodeictes och familjen vapenflugor. Inga underarter finns listade i Catalogue of Life.